# Anisotome patula
Anisotome patula är en flockblommig växtart som beskrevs av Leonard C. Cockayne. Anisotome patula ingår i släktet Anisotome och familjen flockblommiga växter. Inga underarter finns listade i Catalogue of Life.